# 361 a. C.
El año 361 a. C. fue un año del calendario romano prejuliano. En el Imperio romano se conocía como el Año del Consulado de Estolo y Pético (o menos frecuentemente, año 393 Ab urbe condita). 

## Acontecimientos

### Egipto
- Los egipcios bajo el rey Teos y los espartanos bajo el rey Agesilao II, con algunos mercenarios atenienses bajo su general Chabrias, emprendieron el ataque a las ciudades fenicias del rey persa. Sin embargo, tienen que volverse debido a las revueltas en Egipto. Luego, Agesilao II se pelea con el rey Egipto y se une a la revuelta en su contra.

### Grecia
- Calístrato de Afidna, un orador y general ateniense, y el general ateniense Chabrias, son enjuiciados en Atenas debido al rechazo de Tebas a entregar la ciudad de Oropo, ciudad que permitieron ocupar temporalmente a los tebanos por consejo de Calístrato. A pesar de su magnífico discurso de defensa (que impresionó tanto a Demóstenes que le decidió a estudiar oratoria), Calístrato es condenado a muerte. Huye a Metone en Macedonia, donde es recibido por el rey Perdicas III quien confiaba en su experiencia financiera. Chabrias es absuelto y luego acepta un mando con el rey de Egipto, Teos, quien está defendiendo a su país contra los intentos persas de reconquistarlo.

### Imperio persa
- Con el Imperio persa decayendo, tienen lugar revueltas en muchas partes del imperio, incluyendo Sidón, una próspera y rica ciudad fenicia.

### Sicilia
- Platón vuelve de nuevo a Siracusa para enseñar al joven tirano de Siracusa, Dionisio II. Fracasa a la hora de reconciliar al tirano con Dion, a quien Dionisios había desterrado en 366 a. C. Debido a esto, Platón se ve obligado a huir de Siracusa para salvar su vida.[1]

## Nacimientos
- Agatocles, tirano de Siracusa (m. 289 a. C.)
- Dinarco, orador ático (m. h. 291 a. C.)